# Пауэлл, Айвор
Айвор Верден Пауэлл (англ. Ivor Verdun Powell; 5 июля 1916, Баргойд, Кайрфилли — 6 ноября 2012, Баргойд, Кайрфилли) — валлийский футболист и тренер, выступавший на позиции полузащитника. Наиболее известен по выступлениям в составе английского клуба «Куинз Парк Рейнджерс», за который играл в период с 1937 по 1948 годы.

## Биография и клубная карьера
Родился 5 июля 1916 года в городе Баргойд, был седьмым и последним ребёнком в семье шахтера, с подросткового возраста работал в шахте, а в выходные участвовал в матчах любительской лиги Южного Уэльса за местный городской клуб «Баргойд»
В возрасте 19 лет, принимая участие в товарищеской игре «Баргойда» против профессионального английского клуба «Куинз Парк Рейнджерс», техничный игрок был замечен скаутами гостевого коллектива и приглашен на просмотр в Лондон, который, однако, пройти не сумел.
Невзирая на неудачу Пауэлл решил остаться в столице и стал игроком местной команды «Барнет», выступавшей в те времена на любительском уровне, а параллельно нашел основную работу. Через некоторое время «Куинз Парк Рейнджерс», ранее отказавший Пауэллу, проводил товарищеский матч с «Барнетом», окончившийся победой хозяев поля со счетом 8:1.
Одним из самых заметных игроков «Барнета» в той встрече был именно Пауэлл и «рейнджеры» в итоге подписали контракт с молодым спортсменом. За время, проведенное в стане лондонского коллектива, Айвор суммарно провел за свой клуб 159 матчей, забив 2 гола.
Во время Второй мировой войны был призван в армию, в чине сержанта отслужил спортивным инструктором в Военно — воздушных силах, тренируя солдатскую футбольную команду, в то время жил в Блэкпуле, где познакомился со Стэнли Мэтьюзом.
В 1949 году перешел в «Астон Виллу», сумма трансфера составила 17 500 £, что стало рекордным показателем суммы перехода для игрока подобной позиции в истории английского футбола того времени. В бирмингемской команде играл до 1951 года, проведя за этот период 79 встреч и забив 5 мячей. В 1951 году стал игроком «Порт Вейла», за который провел 6 матчей, однако отличиться результативными действиями не смог. В период с 1951 по 1952 годы играл за валлийский клуб «Барри Таун», забив 4 гола в 13 матчах.
С 1952 по 1954 годы провел 83 игры за английский «Брэдфорд Сити», отличившись за это время 9 раз, после чего объявил о завершении профессиональной карьеры футболиста.

## Карьера в сборной
В 1946—1950 годах Пауэлл сыграл за национальную сборную Уэльса 8 товарищеских матчей, голов не забивал.

## Тренерская карьера
Тренерская карьера Пауэлла началась в 1951 году в «Порт Вейле», где 39 — летний игрок стал играющим наставником. По воспоминаниям Стэнли Мэтьюза, успевшего поиграть под руководством Пауэлла в любительской армейской команде, его тренерский стиль был практически авторитарным, что впоследствии отмечали почти все футболисты, выступавшие в его командах.
После «Порт Вейла» Айвор возглавил в 1952 году «Брэдфорд Сити», где проработал до 1955 года, в 1960 году возглавив команду «Карлайл Юнайтед», которую покинул в 1963 году.
С 1964 по 1967 годы тренировал коллектив «Бат Сити», а в 1968 году уехал в Грецию, где был наставником ПАОКа, однако вскоре покинул свой пост и вернулся в Англию.
В 1973 году стал главным тренером и президентом студенческой футбольной команды в Университете Бата, бессменно сохраняя этот пост на протяжении последующих 37 лет. При Айворе «Бат Юниверсити» стал первой в истории студенческой командой, пробившейся в основной раунд Кубка Англии.
В 2006 году Пауэлл в возрасте 90 лет был признан представителями Книги рекордов Гиннеса старейшим работающим футбольным тренером в мире.
В 2010 году 93 — летний специалист объявил об уходе в отставку с поста тренера «Бат Юниверсити».

## Личная жизнь
В 1943 году Пауэлл женился. Его избранницей стала дочь его знакомого футболиста, они прожили в браке 60 лет. Другом жениха на свадьбе был Стэнли Мэтьюз.

## Смерть
6 ноября 2012 года Пауэлл скончался в возрасте 96 лет после непродолжительной болезни.